# Наречие
 Тази статия е за частта на речта.  За съвкупността от говори вижте Наречие (диалектология).  
Наречието е самостойна, неизменяема част на речта, която най-често посочва признаците на глаголите, уточнява обстоятелствата, при които протича действието.

## Морфологични характеристики на наречието
Основният морфологичен признак на наречието е неговата неизменяемост – наречието не се променя, за да изрази различни граматични значения. Наречията, образувани от качествени прилагателни, имат сравнителна и превъзходна степен (по-добре; най-добре), но според някои автори тези форми са получени чрез адвербиализация на степенуваните форми на прилагателните. Така например най-добре е наречие, което е образувано от превъзходната степен на прилагателното добър. Известен брой наречия имат и различни фонетични разновидности (тук – тука; далеко – далече; бързо – бърже), но те не са различни граматични форми, а диалектни разновидности. В потока на речта наречието няма строго определена позиция в изречението – то може да стои пред или след поясняваната дума (Дойдох бързо, високо говориш), но може и да не е в съседство с нея (Той дойде, макар с известно закъснение, веднага).

## Видове наречия
Наречията могат да бъдат класифицирани по няколко критерия.

### По състав
1. Прости – образувани от прости думи: горе, бързо, долу, кога, вътре
2. Сложни – образувани от две думи (две коренни морфеми): отгоре, откога, многостранно
3. Съставни – образувани от две или повече думи, но с единно лексикално значение: горе-долу, лека-полека.

### По произход
По произход наречията се делят на обикновени и местоименни. Обикновените наречия произлизат от съществителни имена, прилагателни имена, числителни имена, глаголи, предлози и различни съчетания между тях.
1. От съществителни имена – това са стари падежни форми: денем, нощем, горе, зиме, лете, снощи
2. От прилагателни имена – тази група наречия са образувани чрез директно заемане на определена граматична форма на прилагателното име. Характеризират се със завършеци на -о, -и, -е, -ата
3. От числителни имена – тези наречия произлизат от числителни редни: първо, второ, трето
4. От глаголи – тази група произлизат от стари форми за сегашно деятелно причастие на глаголите, най-често със завършек -тичешком, тичешката, лежешком, лежешката
5. От предлози – съчетания от предлог и съществително име, прилагателно име или наречие: наляво, вляво, направо, навътре, навън
6. Местоименните наречия традиционно се причисляват към различни групи местоимения, но по значение (вид на назовавания признак) могат да бъдат включени в едни и същи групи заедно с неместоименните. В таблицата долу са посочени основните представители на местоименните наречия, без да се изброяват всички формални, както и архаичните вече варианти:

|                 | За време   | За време        | За начин   | За начин        | За място   | За място        | За количество | За причина | За посока                    | За посока                    |
| Показателни     | За близост | За отдалеченост | За близост | За отдалеченост | За близост | За отдалеченост | За количество | За причина | За близост                   | За отдалеченост              |
| --------------- | ---------- | --------------- | ---------- | --------------- | ---------- | --------------- | ------------- | ---------- | ---------------------------- | ---------------------------- |
| Показателни     | сега       | тогава          | така       | иначе           | тук(а)     | там             | толкова       | затова     | насам                        | натам                        |
| Въпросителни    | кога       | кога            | как        | как             | къде       | къде            | колко         | защо       | накъде, закъде, откъде       | накъде, закъде, откъде       |
| Относителни     | когато     | когато          | както      | както           | където     | където          | колкото       | защото     | закъдето, откъдето, накъдето | закъдето, откъдето, накъдето |
| Неопределителни | някога     | някога          | някак      | някак           | някъде     | някъде          | няколко       | –          | нанякъде                     | нанякъде                     |
| Отрицателни     | никога     | никога          | никак      | никак           | никъде     | никъде          | николко       | –          | наникъде                     | наникъде                     |
| Обобщителни     | всякога    | всякога         | всякак     | всякак          | всякъде    | всякъде         | всяколко      | –          | навсякъде                    | навсякъде                    |

### По значение
По значение наречията се делят на определителни и обстоятелствени.

#### Определителни наречия
Те се делят на три групи:
1. Наречия за начин – уточняват начина, по който се извършва действието (признак на действието): готвя вкусно. Отговарят на въпроса „Как?“
2. Наречия за количество и степен – уточняват количеството на предмети или поясняват многократната поява на даден признак: много пари, много работя. Отговарят на въпроса „Колко?“
3. Наречия, които показват отношението на говорещия към съдържанието на изречението: известно е, че…, хубаво е да…, уместно би било да припомним…

#### Обстоятелствени наречия
Обстоятелствените биват:
1. Наречия за място – конкретизират местоположението на предмета или действието, както и посоката на движение: наляво, вляво, надясно, вдясно, отгоре, нагоре
2. Наречия за време – уточняват времето според гледната точка на говорещия или календара: вчера, зиме, лете, рано, току-що
3. Наречия за логическо уточняване и модалност – внасят допълнителен смисъл или уточняват смисъла на изречението: може би, следователно, навярно

## Синтактични характеристики на наречието
От гледна точка на синтаксиса, наречията в изречението могат да изпълняват функциите на обстоятелствено пояснение и несъгласувано определение. Могат да функционират и като отделни изречения – Бързо!